# Magdalena – vom Teufel besessen
Magdalena – vom Teufel besessen ist ein deutscher Horrorfilm aus dem Jahr 1974. Der unter der Regie von Walter Boos unter dem Pseudonym Michael Walter inszenierte Film hatte am 22. Mai 1974 seine erste Kinoaufführung.

## Handlung
Magdalena wird in einer Anstalt erzogen. Das nette Mädchen verwandelt sich jedoch in eine gemeine, obszöne und sexuell Besessene, als sie Wirtskörper eines Dämons wird. Menschen, die sich mit ihr beschäftigen, geraten in Gefahr; feste Gegenstände werden zu fliegenden Objekten. Nachdem die Professoren keine Lösung des Falles erreichen, versucht ein Priester, Magdalena zu heilen. Unter Hypnose gibt sich der Dämon zu erkennen, der unter dem Befehl eines Gebetes als schwarze Schlange dem Körper des Mädchens entweicht und von einem Arzt zertreten wird.

## Kritik
„Es wird dick aufgetragen, oftmals zu dick bei der Sichtbarmachung (…) des Dämonischen. Welchen Sinn hätte ein solcher Film (außer der vordergründigen Spekulationsgier der Leute, von der wir absehen wollen), wenn nicht den, eine private Stellungnahme zu negativen Aspekten diabolischer „Tätigkeit“ zu provozieren?“

„Als "Auseinandersetzung mit dem Exorzismus" verbrämter Sexfilm ohne Niveau.“

## Bemerkungen
Der Film versuchte, wie etliche andere Produktionen der Zeit, vom Erfolg des Kassenschlagers Der Exorzist zu profitieren. An der Kinokasse war er ein großer Erfolg und spielte bei Produktionskosten von einer Million D-Mark mindestens acht Millionen ein.
Mit Rudolf Schündler spielte einer der Darsteller aus Der Exorzist auch in diesem Rip-Off.